# Masacre de Štrpci
La masacre de Štrpci fue la masacre de 19 civiles (18 bosnios y un croata) el 27 de febrero de 1993, tras ser sacados del tren 671 que cubría la línea Belgrado-Bar y se encontraba en la estación de Štrpci, cerca de Višegrad, en territorio bosnio. Quince serbios fueron detenidos en diciembre de 2014 y acusados de crímenes de guerra por su participación en la masacre.

## Contexto
La vía que comunica Belgrado con Bar cruza por Bosnia y Herzegovina a lo largo de 9 km, entre las estaciones de Jablanica y Raca, ambas en Serbia. Hay una estación, Štrpci, pero no hay instalaciones para cruzar la frontera y solo llegan a la estación tres trenes por sentido. Los pasajeros secuestrados fueron sacados del tren, robados y maltratados físicamente. Luego fueron llevados a la aldea de Višegradska Banja, cerca de Višegrad, en Bosnia y Herzegovina, donde fueron torturados y asesinados en una casa quemada cerca del río Drina. Sus restos no han sido encontrados.
Miembros de la unidad militar de los Vengadores (Osvetnici), comandada por Milan Lukić, con el apoyo logístico de la República de Serbia, fueron hallados responsables de los secuestros. De los aproximadamente 30 sospechosos, el único individuo condenado por su papel en el crimen fue Nebojša Ranisavljević, de Despotovac. Fue arrestado en octubre de 1996. El Tribunal Superior de Bijelo Polje lo condenó a 15 años de prisión el 9 de septiembre de 2002. El veredicto fue confirmado por el Tribunal Supremo de Montenegro en abril de 2004. Ranisavljević fue liberado en 2011 después de cumplir nueve años de su condena. El comandante de la brigada de Višegrad del Ejército de la República Srpska (VRS), Luka Dragićević, admitió en el juicio de Ranisavljević que la unidad de los Vengadores formaba parte del VRS. Después de la guerra, Dragićević fue transferido a un puesto en el Ejército yugoslavo.
Amnistía Internacional expresó su preocupación por el hecho de que Ranisavljević fuera un chivo expiatorio y que el juicio fuera un asunto simbólico. Se alegó que Ranisavljević había sido torturado durante su detención para obligarlo a hacer declaraciones incriminatorias.
Altos funcionarios de los gobiernos serbio y yugoslavo fueron alertados sobre planes de secuestrar a ciudadanos de la República Federal de Yugoslavia, pero no se tomaron medidas preventivas. Las masacres de Štrpci y Sjeverin fueron parte de una campaña de limpieza étnica contra la población bosnia del área de Sandžak en Serbia que fue organizada y ejecutada al amparo de la guerra de Bosnia. Se sospecha que funcionarios policiales y judiciales han obstruido los procedimientos judiciales contra Milan Lukić.